# Walther Grunwald
Pour les articles homonymes, voir Grunwald.
Walther Grunwald, né le 7 octobre 1938 à Halle, est un architecte et photographe allemand.

## Biographie
Après des études d'architecture à l'Université technique de Berlin de 1958 à 1964, Grunwald travaille jusqu'en 1970 dans différents studios aux États-Unis, en particulier de 1968 à 1970 en tant qu'architecte de projet chez Philip Johnson. De 1970 à 1972, Grunwald est chargé de mission dans le cadre du Programme des Nations unies pour le développement à Karachi. Depuis 1977 il tient son propre cabinet à Berlin, avec ses associés Olaf Burmeister (jusqu'en 2005) et depuis Florian Scharfe (agence Grundwald+Scharfe).
La restauration de châteaux dans les nouveaux Länder allemands ainsi qu'en Bavière constitue un des principaux domaines de travail. En 2007, Grunwald+Scharfe ont accompli la restauration de la bibliothèque Anna Amalia de Weimar, site classé au sein de l'ensemble Weimar classique (en) au patrimoine mondial de l'UNESCO ainsi que du sous-sol du Französischer Dom de Berlin.